# Bastia (Schiff)
Die Bastia ist ein Fährschiff der italienischen Reederei Alilauro, das unter italienischer Flagge fährt und von 1974 bis 2024 für Moby Lines fuhr.

## Geschichte
Das Schiff wurde von M&B Benneti für die Reederei Navigazione Arcipelago Maddalenino gebaut. Nach dem schweren Unfall der Moby Prince wurde die Reederei in Moby Lines umbenannt und das Schiff ging wie die anderen Schiffe in den Besitz von Moby Lines über. 2024 wurde das Schiff an die italienische Reederei Alilauro Gruson verkauft.

## Das Schiff
Das Fährschiff hat eine Bar sowie eine Station für Handyaufladung und WLAN an Bord. Angeboten werden an Bord Schlafsessel für Passagiere, Kabinen gibt es nicht gibt. An Bord des Schiffes gibt es außerdem ein Sonnendeck. Moby Lines setzt das Schiff auf der Route zwischen Piombino und Portoferraio ein.